# خلیله‌ده
خلیله‌ده یکی از روستاهای استان آذربایجان شرقی است که در دهستان اوجان شرقی بخش تیکمه‌داش شهرستان بستان‌آباد واقع شده‌است.
مذهب تمامی اهالی این روستا شیعه اثنی عشری می‌باشد.این روستا ۳۸۵ نفر جمعیت دارد.

## شغل
شغل اکثر اهالی روستا کشاورزی است که در کنار آن به دامداری هم مشغول هستند.

## جمعیت
روستای خلیله ده حدود ۱۰۰خانه و۳۸۰نفر جمعیت دارد.

## امکانات
روستای خلیله ده به برکت نظام مقدس جمهوری اسلامی داری آب آشامیدنی،برق،تلفن و... می باشد.
همچنین معابر این روستا آسفالت ریزی شده نیز می باشد.

### مشکلات
عمده مشکلات این روستا؛نداشتن اینترنت وایرلس و دکل آنتن دهی می باشد.

### طبیعت
روستای خلیله ده دار طببعت بکر و آب و هوای خوب دارد.

## موقعیت جغرافیایی
روستای خلیله ده از جهت شمال با روستای شیروانه ده از جهت جنوب شرقی با روستای جوریم، از جهت شرق با روستای قره چای و از غرب با روستای خشندرق همجوار است.
همچنین روستای خلیله ده در تابستان مقصد خوبی برای گردشگران است.

## جمعیت
۳۸۵ نفر.

## جمعیت روستا